# Колпакчи Аліса Володимирівна
Аліса Володимирівна Колпакчи (15 грудня 1996) — українська паратріатлоністка. Учасниця трьох літніх Паралімпійських ігор (2016, 2020, 2024).

## З життєпису
Багаторазова чемпіонка і призерка етапів Кубка світу. Майстер спорту України міжнародного класу.
Займається паратриатлоном в Київському регіональному центрі з фізичної культури і спорту інвалідів «Інваспорт».
Алісу з 13 років тренує спортивне подружжя: Раїса Лагутенко (заслужений тренер України з плавання) і Олексій Цілувальников.
Основні здобутки та ногороди:
- Посіла IV місце на чемпіонаті світу 2016 року;
- Чемпіон України з паратріатлону 2017 року;
- Бронза (3 місце) на чемпіонаті світу з паратріатлону «Iseo — Franciacorta ITU» 2017 року[3];
- Бронзова призерка (3 місце) чемпіонату Європи 2017 року в Кіцбюелі (Австрія);
- Переможець етапу Кубка Світу 2018 року.[4]
- Переможець (1 місце) на етапі Кубку світу з паратріатлону ITU в Аланії в 2019 році [Архівовано 18 серпня 2021 у Wayback Machine.];
- Срібло (2 місце) на етапі Кубка світу з паратріатлону в Баньоласі 2019 року;
- Бронза (3 місце) на етапі Кубка світу з паратріатлону в Токіо 2019 року.
- Член паралімпійської збірної України 2020 в Токіо[5] Посіла 5-е місце у змаганнях з паратріатлону.[6].